# الکسیس رولین
الکسیس رولین (انگلیسی: Alexis Rolín؛ زادهٔ ۷ فوریهٔ ۱۹۸۹) بازیکن فوتبال اهل اروگوئه است.
از باشگاه‌هایی که در آن بازی کرده‌است می‌توان به بوکا جونیورز، کاتانیا و باشگاه فوتبال ناسیونال اروگوئه اشاره کرد.
وی همچنین در تیم ملی فوتبال Uruguay Olympic بازی کرده‌است.